# Joseph Lual-Acuil
Joseph «Jo» Lual-Acuil, Jr. (Wau, Sudán del Sur, 26 de abril de 1994) es un jugador de baloncesto sursudanés, con nacionalidad australiana, que pertenece a la plantilla del Manisa BB de la BSL turca. Con 2,13 metros de estatura, juega en la posición de pívot.

## Trayectoria deportiva

### Universidad
Jugó durante dos temporadas con Neosho County Community College y otras dos temporadas con los Bears de la Universidad Baylor (2016-2018).

### Profesional
Tras no ser drafteado en 2018, debutó como profesional en Europa firmando para jugar la temporada 2018-19 en las filas del Hapoel Jerusalem B.C. de la Ligat ha'Al.
[actualizar]
Disputó la temporada 2024 de la BAL como parte del equipo libio Al-Ahli Bengasi, terminando el torneo como el máximo anotador y el mejor defensor, lo que valió ser reconocido como el MVP del año.
El 14 de septiembre de 2024 se unió a los Liaoning Flying Leopards de la CBA china. El 14 de noviembre, su contrato fue rescindido.
El 8 de diciembre de 2024 fichó por el Manisa Basket de la Basketbol Süper Ligi turca.
En mayo de 2025 firma por el  Al Ittihad Alexandria para disputar los playoffs de la BAL 2025.

## Selección nacional
Lual-Acuil hizo su debut con la selección de baloncesto de Sudán del Sur en agosto de 2022, en un partido ante Senegal correspondiente a la clasificación de FIBA África para la Copa Mundial de Baloncesto de 2023.

## Vida personal
Su padre, Joseph Lual-Acuil Sr., es un político sursudanés que fue titular del Ministerio de Asuntos Humanitarios en Sudán y Sudán del Sur.
Está casado y tiene dos hijos.